# 行動地理学
行動地理学（こうどうちりがく、英語: Behavioral geography）は、人間の知覚や認知が地理的な行動にどのような影響を及ぼしているかを検討する学問。人文地理学の1分野である。
1950年代の行動科学の勃興に刺激を受け、1960年代から地理学における新しい潮流として注目されるようになった。また同時代にアメリカ合衆国で発生した、地理学の計量化によって科学性を高めようとする革新運動である計量革命で欠落していた人間行動の視点を補強するものとして成立していった。

## 概要
環境知覚や意思決定モデルを基礎概念とし、居住地の移動、消費者行動、都市研究、都市問題、メンタルマップなどの応用研究を分野内に有する。日本では、消費者行動よりも広い生活者に注目した行動分析が多い。更に心理的な感覚・認知を含まない行動パターンの研究や時間地理学も行動地理学の範疇（はんちゅう）とされる。心理的な感覚・認知を含み、計量地理学の系譜を引くものを狭義の行動地理学、狭義の行動地理学に人文主義地理学などの流れをくむものまで含むものを広義の行動地理学と呼ぶ。狭義の行動地理学は更に、能動的な研究群と受動的な研究群に分けることができる。
若林（1994）が行動地理学の教科書を分析したところ、地理学用語に従来含まれていなかった心理学や社会学の用語が多く導入されていることが分かり、教科書の文献リストに記載された文献の執筆者が地理学者であるものは全体の約半数で残りは環境心理学・社会学・建築学の専門家の執筆によるものであり、行動地理学の学際性を示している。

## 研究史
地理学の歴史において伝統的な環境に対する見方・考え方（環境論）には、自然環境が人間の活動を規定するという「環境決定論」と、自然環境は人間に可能性を与えているだけで、人間がその可能性を主体的に選ぶという「環境可能論」の2つの立場があったが、1946年にアメリカ地理学協会（AGS）会長に就任したジョン・ライト（John Kirtland Wright）は人間の認知する環境の研究が必要であると主張、ギルバード・F・ホワイト（Gilbert F. White）の自然災害認知研究を初めとして、1960年代以降、人間の環境のとらえ方を研究する動きが加速した。こうした環境認知論は行動地理学の1部門として取り込まれた。
アメリカのケヴィン・リンチは、1960年に『都市のイメージ』（The Image of the City）を発表、ボストンの住民にメンタルマップを描いてもらうアンケートを実施した結果、人種・居住歴・学歴・性別・所得などの属性によって知覚される都市のイメージが異なることを示した。リンチは都市計画家であったが、地理学者にも影響を与え、都市地理学や社会地理学においてマイノリティの研究に援用された。一方、地理学者ピーター・グールドは1966年にアメリカ各地の大学生に「住んでみたい地域」を調査し、各人の選好度を分析して地域の得点を算出、地図に表現したが、これが地域に対する無意識の先入観、地域のステレオタイプを浮き彫りにした。この研究は人口移動の要因を説明するのにも役立った。こうした一連の研究を受け、行動地理学が形成されていった。行動地理学は、人間が環境をどう認知するかに加え、認知したことが人間行動に結びつくのか、という視点から議論を進めた。こうした狭義の行動地理学は、西洋的な個人主義・合理主義の人間観を共有していた。しかし環境認知論の流行は、上述の科学的客観性・検証可能性を追求する行動地理学の研究とは別の、主観的・情緒的なイメージの研究をも発達させることになり、人文主義地理学誕生につながった。
1980年代になると、行動地理学は流行の終わりによって研究者が古巣の都市地理学や人口地理学などの分野に戻ったことと、人文主義や構造主義（ラディカル派）の研究者からの批判により研究は失速、地理学の歴史の中で過去のものとなりかけたが、1980年代も末になると地理学内の実証主義・人文主義・構造主義の論争の収束が見られ、1990年代になると認知科学の発達、心理学の「空間」への関心の高揚、地理情報システム（GIS）の研究の深化により息を吹き返した。

## 研究者
- レジナルド・ゴリッジ